# El Ejido
El Ejido ist eine spanische Stadt in der Autonomen Region Andalusien im Süden Spaniens. Sie gehört zu der Provinz Almería und ist durch den Gemüseanbau in Gewächshäusern geprägt. Die Stadt ist eine der reichsten Spaniens. Soziale Spannungen bestehen zwischen den einheimischen Andalusiern und marokkanischen Gastarbeitern.

## Geografie
Die Umgebung El Ejidos in Südspanien gleicht einer unfruchtbaren und steinigen Wüste, doch unter der Erde liegt ein System unterirdischer Flüsse mit jahrtausendealtem Grundwasser. Dazu kommen noch wichtige Faktoren wie Bodenfeuchtigkeit, Mikrothermik und Versalzungsresistenz.

## Agrarindustrie
Die geologischen Umstände waren die Auslöser einer jahrelangen Ausdehnung des Gemüseanbaus.
El Ejido ist Europas größter agrarindustriell genutzter „Wintergarten“. In El Ejido werden zahlreiche Gemüsesorten angebaut, und ein Großteil der Bevölkerung ist vom Gemüseanbau abhängig, der zu einem gewissen Wohlstand führte. Dies ist nicht zuletzt durch die geringeren Lohnkosten zu erklären. Viele Flüchtlinge arbeiten ohne Papiere für einen Stundenlohn unterhalb des Tarifs. Die zum Anbau genutzten Treibhäuser bedecken eine große Fläche an Land; insgesamt sind rund 36.000 Hektar mit Plastik überzogen, was der Region den Beinamen „mar del plástico“ (deutsch: Plastikmeer) eingebracht hat. Es ist die weltweit größte Anbaufläche unter Folie. Pro Jahr werden etwa 3 Mio. Tonnen Treibhausgemüse produziert.
Aufgrund des sehr großen Flächen- und Wasserverbrauchs und der in großem Umfang verwendeten Pestizide ist die ökologische Situation sehr schlecht. Das Grundwasser ist teilweise verschmutzt.

### Geschichte
Mit dem Bau des ersten Treibhauses in den 1960er-Jahren begann man mit der systematischen Nutzung der Ebene wie auch der Anpflanzung verschiedener Gemüsesorten. Der Staat förderte diese Entwicklung. In den letzten Jahrzehnten ist die Stadt deswegen planlos gewachsen. Die Treibhäuser wurden meist von Hand aufgebaut, da es an Geld mangelte.
In den 1980er-Jahren wurde ein Teil des Gemüseanbaus von ausländischen Großspekulanten verwaltet, doch diese Unternehmen konnten keine großen Gewinne erzielen und gingen schließlich in Konkurs. Auch Großgrundbesitz vermochte sich in El Ejido nicht durchzusetzen. Später sahen sich die Agrarunternehmen infolge der europäischen Marktübersättigung zunehmender Konkurrenz aus Marokko ausgesetzt. Etwa seit 2005 kam es zu ersten Landverkäufen.

### Wirtschaft
Der Unterhalt der Felder und des Bewässerungssystems erfordert ständige Pflege, die aufwändig und kostenintensiv ist.
Die Ernte wird zum größten Teil von Lebensmittelhandelsketten zu niedrigen Abnahmepreisen aufgekauft. Mehr als die Hälfte der Ernte geht per Lkw in den Export nach Deutschland und andere westeuropäische Länder. Die kleine Stadt El Ejido hatte 2004 einen sehr großen Stand auf der Messe Fruit Logistica in Berlin.
In den Gewächshäusern der Region um El Ejido werden etwa 90.000 Arbeitskräfte benötigt. Mittlerweile sind dies zum größten Teil Saisonarbeiter aus Marokko, Rumänien, Bulgarien, Subsahara-Afrika und Lateinamerika, aber auch aus Polen und der Ukraine, die bestimmten Regionen zugeteilt werden. Etwa die Hälfte von ihnen hat keine Aufenthaltsgenehmigung. Sie arbeiten meist ohne Arbeitsvertrag mit stundenweiser Bezahlung. Die Arbeits- und Lebensbedingungen sind äußerst hart.

### Ausschreitungen
Im Februar 2000 kam es zu gewaltsamen Ausschreitungen von Einheimischen gegen marokkanische Gastarbeiter, nachdem zwei Marokkaner drei Bewohner von El Ejido getötet hatten. Der Mob von El Ejido brannte Geschäfte und Hütten der Marokkaner nieder. Zertrümmert wurde auch das Büro der Frauenorganisation Mujeres Progresistas, die sich um die illegalen Arbeiter kümmert. Diese Frauen aus El Ejido – damals zählte die Organisation 600 Mitglieder – zogen die stärksten Aggressionen auf sich: durch sie wurde das beliebte Ressentiment widerlegt, Frauen dürften sich nicht in die Nähe von Marokkanern wagen. Die Behörden griffen erst nach zwei Tagen ein. Nach diesem Zwischenfall wurde ein Gesetz erlassen, welches den Bau weiterer Treibhäuser bewilligungspflichtig machte. Ein Jahr nach den Ausschreitungen wurde von den spanischen Tageszeitungen El País und El Mundo eine Bestandsaufnahme zu den im Vorjahr von der Regierung, NGOs und Gewerkschaften getroffenen Vereinbarungen veröffentlicht. Demnach wurden 20 km entfernt von El Ejido 42 neue Containerunterkünfte mit 300 Betten als Wohnraum errichtet. Eine versprochene Busanbindung nach El Ejido wurde bis dahin nicht realisiert. Zudem konnten aufgrund nicht erfüllter Bauauflagen und Einsprüchen von Nachbarn nur zwei der fünf zerstörten marokkanischen Bars wiedereröffnet werden. Eine Entschädigung wurde an 232 Personen ausgezahlt. Seitdem wurden zahlreiche neue Treibhäuser ohne Genehmigung errichtet. Im Dezember 2003 wurde im Auftrag des Europäischen BürgerInnenforums (EBF) und der Confédération paysanne (franz. Bauerngewerkschaft) erneut eine Delegation nach El Ejido entsandt, um die Entwicklungen vor Ort zu untersuchen.